# Wito
Wito oder Wido ist ein männlicher Vorname und Familienname.

## Herkunft und Bedeutung
Wito ist ein deutscher Name germanischen Ursprungs. Etymologisch stammt er vom germanischen Wort Wit, Wid (Wald, Holz, Baum) ab und ist die Kurzform von Namen, welche mit dieser Silbe beginnen (z. B. Withold, Witold, Witoldt, Widukind, Wittekind, Wittiko, Witiko, Withego, Witigo).

## Namenstag (katholisch)
- 12. September (nach Wido von Anderlecht, belgischem Küster und Pilger), auch 31. März (nach Guido von Pomposa).

## Varianten
| - Witu - Wido - Widu - Guy - Guido | - Guide - Guidon - Gvidas - Gvidonas - Vido |

## Bekannte Namensträger

### Einzelname
- Wido von Adwert († um 1240), niederländischer Zisterziensermönch, Abt von Kloster Klaarkamp (Friesland) und zuvor Abt von Kloster Aduard (bei Groningen)
- Wido von Chur († 1122), Bischof von Chur
- Wido von Osnabrück (auch: Wicho, Wiho, Guido), von 1093 bis 1101 Bischof von Osnabrück
- Wido I. von Spoleto († 860), Herzog von Spoleto
- Wido von Spoleto (Guido von Spoleto) (855–894), Sohn des Vorigen, Herzog von Spoleto, König von Italien 889, Kaiser 891

### Vorname
- Wido Hempel (1930–2006), deutscher Romanist
- Wito Eichel (1913–2002), deutscher Übersetzer, Lyriker und Hochschullehrer
- Widu-Wolfgang Ehlers (* 1941), deutscher Altphilologe.

## Adelsgeschlechter
- Widonen
- Wittigonen